# Hornstrandir

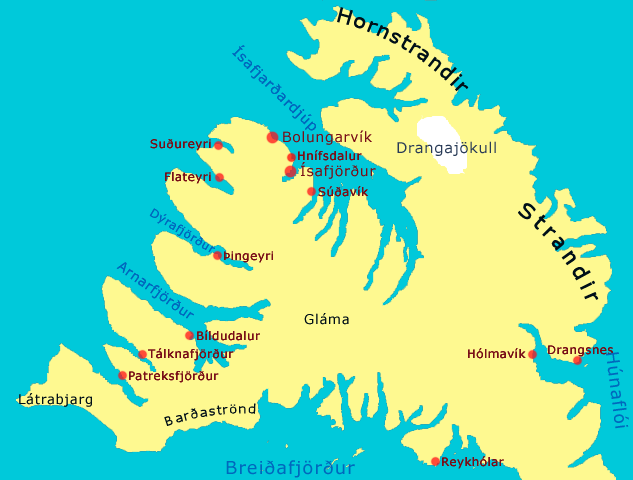
Överst på kartan Hornstrandir

Hornstrandir ligger i republiken Island.  Det ligger i regionen Västfjordarna, i den nordvästra delen av landet, 240 km norr om huvudstaden Reykjavik.
Namnet Hornstrandir är ursprungligen beteckningen på den kustlinje som sträcker sig längs västsidan av Húnaflói sydost om Horn i regionen Västfjordarna i nordvästliga Island. Numera betecknar namnet det område som är Hornstrandir naturreservat, vars gräns går från Hrafnsfjörður till Furufjörður.

## Befolkning
Hornstrandir är ett glest befolkat område. Fram till andra världskriget bodde här några få bönder, äggsamlare och samlare av drivtimmer. 1935 bodde cirka 500 personer i Hornstrandir. Sociala förändringar gjorde emellertid att människorna flyttade från detta område och 1951 var Hornstrandir öde. 
Sedan området blev naturreservat 1975 bor det på sommaren några få familjer i naturreservatet. 

## Natur
Det finns omkring 260 olika arter av blommande växter eller ormbunkar. Det finns inte någon nämnvärd vegetation över 300-400 meters höjd.
På Hornstrandir finns en del olika musarter, men rävar är det dominerande däggdjuret. Fågellivet är mycket rikt.

## Turism
På sommaren finns det regelbunden båtförbindelse från Ísafjörður över fjorden Ísafjarðardjúp. Fågelbergen, de många vattenfallen och det öde höglandet ger goda möjligheter till vandringar i den storslagna naturen.

## Galleri

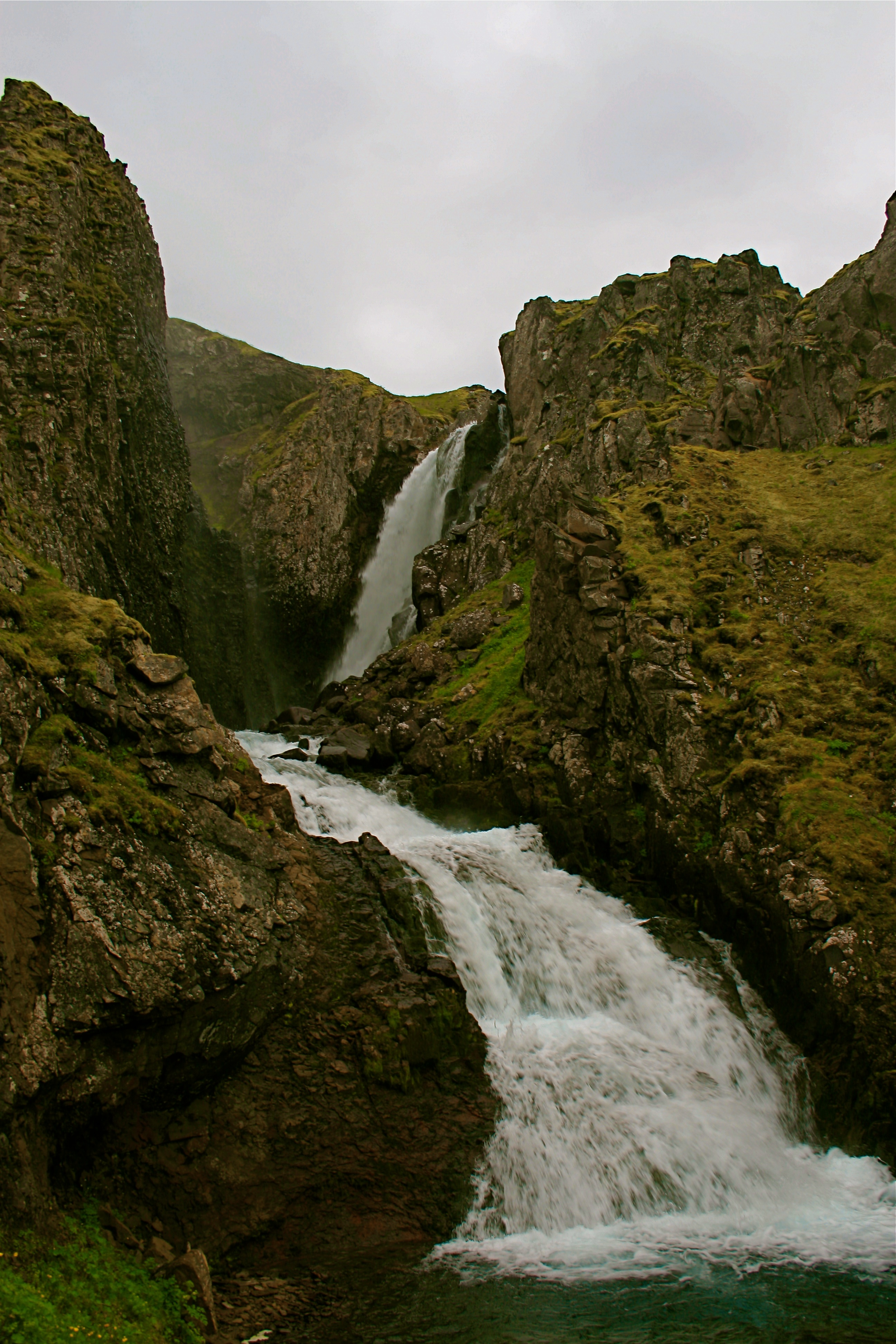
Vattenfall på Hornstrandir
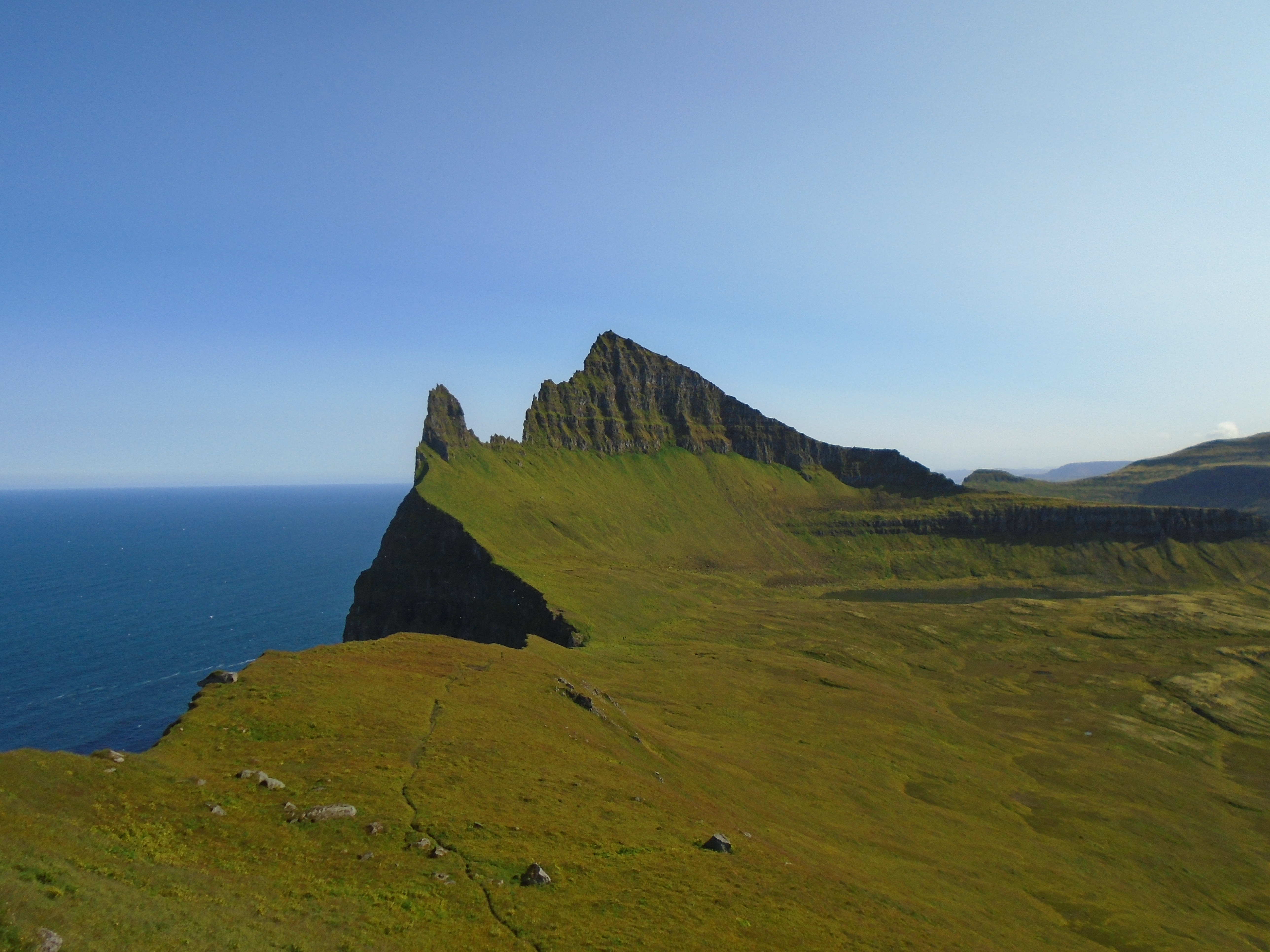
Hornbjarg
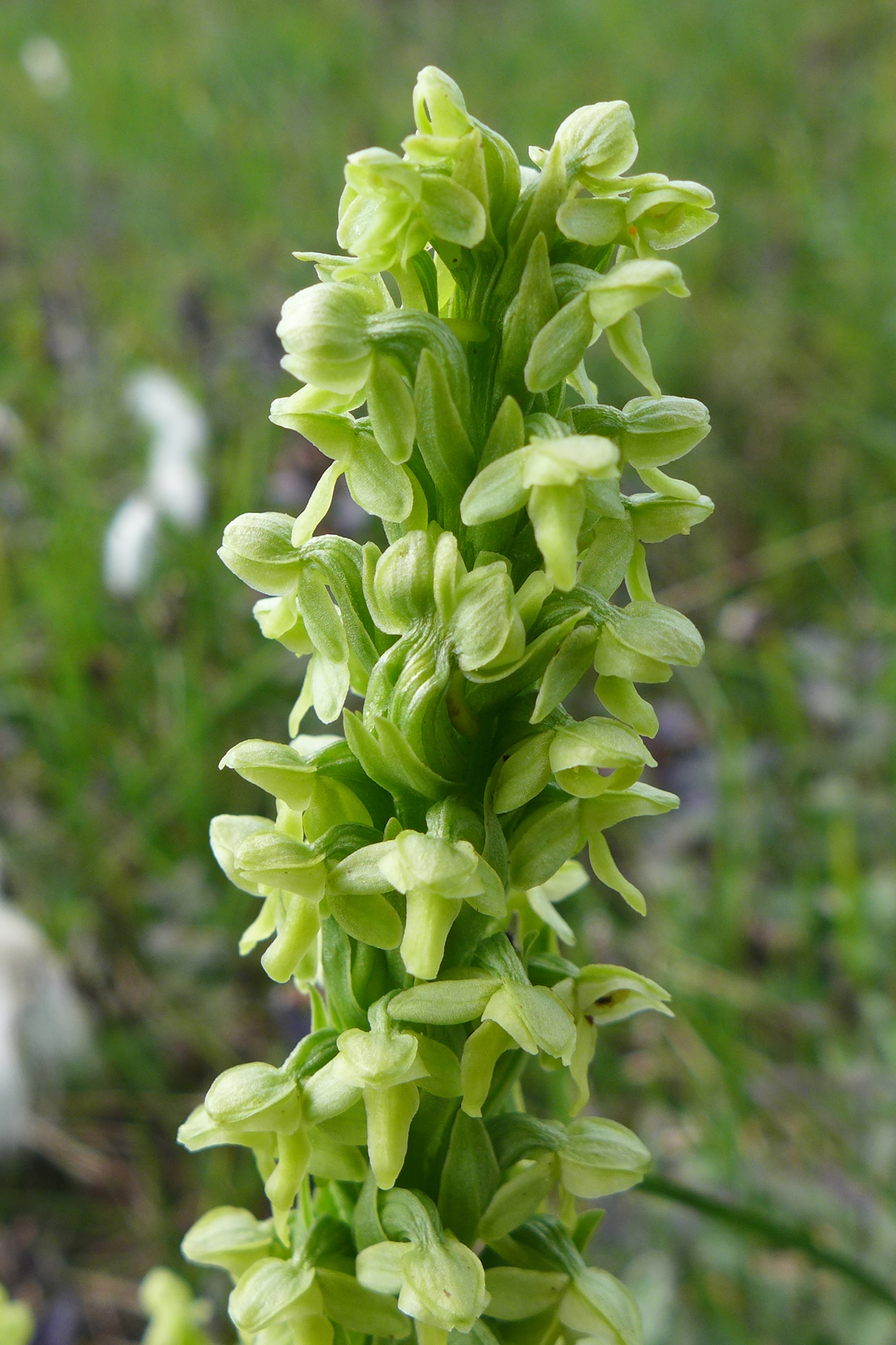
Platanthera flava, en orkidé
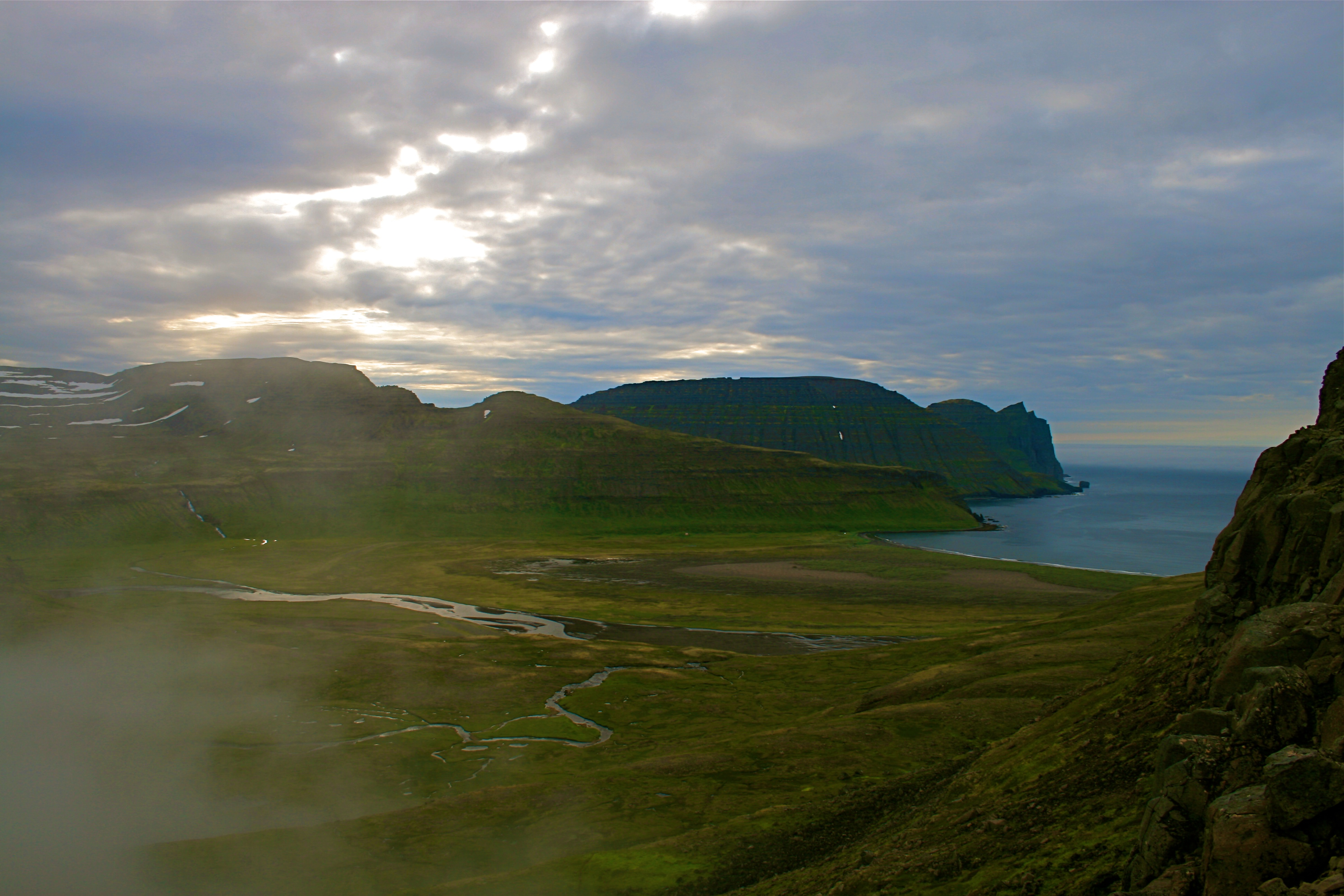
Hornstrandirbukten
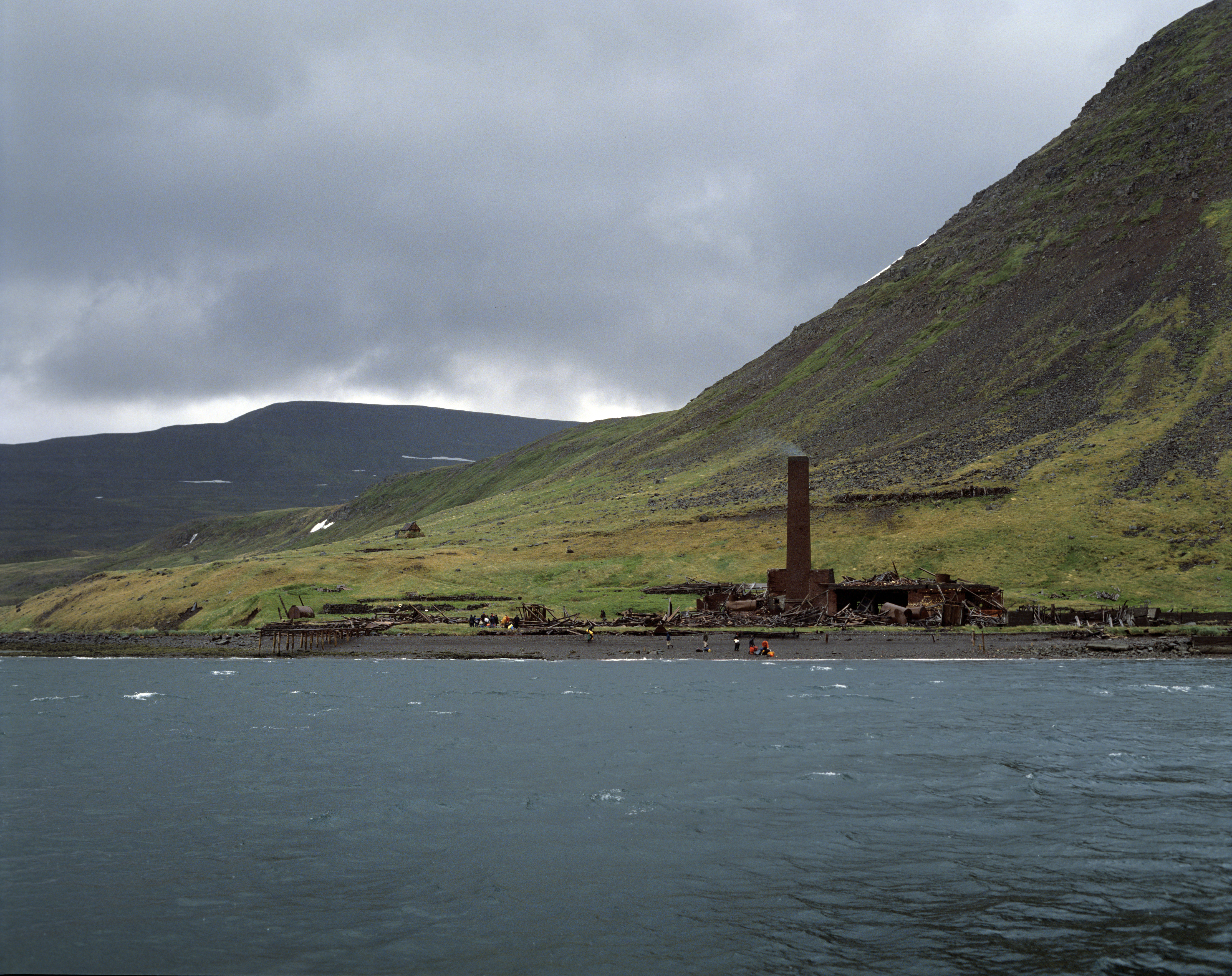
Hesteyrarfjörður
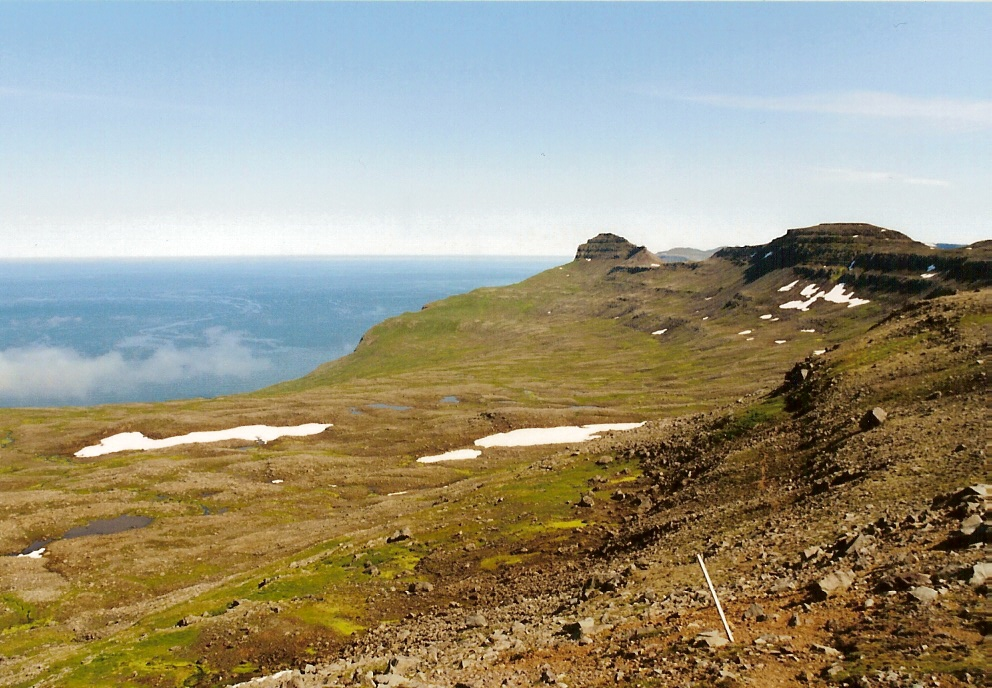
Almenningaskarð i Hornstrandir, utsikt mot Danmarksundet